# Bóng đá cho người bại não tại Đại hội Thể thao Người khuyết tật Đông Nam Á 2023
Bóng đá cho người bại não tại Đại hội Thể thao Người khuyết tật Đông Nam Á 2023 được tổ chức tại Sân vận động Olympic, Phnôm Pênh từ ngày 4 đến ngày 8 tháng 6 năm 2023. Giải đấu áp dụng thể thức và luật thi đấu của môn bóng đá 7 người.

## Bảng tổng sắp huy chương
| Hạng               | Đoàn               | Vàng | Bạc | Đồng | Tổng số |
| ------------------ | ------------------ | ---- | --- | ---- | ------- |
| 1                  | Malaysia (MAS)     | 1    | 0   | 0    | 1       |
| 2                  | Indonesia (INA)    | 0    | 1   | 0    | 1       |
| 3                  | Thái Lan (THA)     | 0    | 0   | 1    | 1       |
| Tổng số (3 đơn vị) | Tổng số (3 đơn vị) | 1    | 1   | 1    | 3       |

## Danh sách huy chương
| Nội dung | Vàng | Bạc | Đồng |
| -------- | --- | --- | --- |
| Nam      | Malaysia (MAS) · Ahmad Farihan Kassim · Muhammad Khairi Ismail · Muhamad Firdaus Bakar · Mohd Farissan Jasnal · Khairulnizam Engkeh · Adray Uzair Abu Bakar · Ahmad Azizan Aziz · Nasveer Singh · Muhammad Uthman Surur · Noor Muhammad Ariff Yusoff · Muhamad Shafiq Zahari · Mohamad Sobri Ghazali · Muhammad Syukri Abdul Razak · Abdullah Reduan Abdul Samat | Indonesia (INA) · Abdul Aziz Nur · Achmad Syafrudin · Ahmad Yuliarsi · Ahmad Yusuf · Amin Rosyid · Ammar Hudzaifah · Cahyana · Diky Hendrawan · Mahdianur · Muhammad Ikhsan Tabrani · Muhammad Ridhani · Yahya Hernanda · Yahya Muhaimi · Yusup Suhendar | Thái Lan (THA) · Bannasak Nuepho · Chaiphon Thammawichai · Aphiwat Saito · Phonpipat Nampaksa · Narongchai Thaohong · Siwadol Katanyutawong · Sukhitkun Bunsing · Chanatip Deeman · Jettarin Wonghangmit · Attan Tahe · Thanachok Sirivat · Sedthawut Saengma · Nimitr Kaisakaew · Natthapong Glaharn |

## Vòng bảng
Sáu đội tham dự được chia thành hai bảng ba đội, thi đấu vòng tròn một lượt chọn hai đội đứng đầu mỗi bảng vào vòng bán kết.

### Bảng A
| VT | Đội       | ST | T | H | B | BT | BB | HS  | Đ | Giành quyền tham dự     |
| -- | --------- | -- | - | - | - | -- | -- | --- | - | ----------------------- |
| 1  | Indonesia | 2  | 2 | 0 | 0 | 13 | 1  | +12 | 6 | Vòng đấu loại trực tiếp |
| 2  | Malaysia  | 2  | 1 | 0 | 1 | 6  | 8  | −2  | 3 | Vòng đấu loại trực tiếp |
| 3  | Campuchia | 2  | 0 | 0 | 2 | 3  | 13 | −10 | 0 | Tranh hạng năm          |

| Campuchia | 0-8   | Indonesia |
| --------- | ----- | --------- |
|           | [ 3 ] |           |

| Indonesia | 5-1   | Malaysia |
| --------- | ----- | -------- |
|           | [ 4 ] |          |

| Malaysia | 5-3   | Campuchia |
| -------- | ----- | --------- |
|          | [ 5 ] |           |

### Bảng B
| VT | Đội         | ST | T | H | B | BT | BB | HS  | Đ | Giành quyền tham dự     |
| -- | ----------- | -- | - | - | - | -- | -- | --- | - | ----------------------- |
| 1  | Thái Lan    | 2  | 2 | 0 | 0 | 16 | 2  | +14 | 6 | Vòng đấu loại trực tiếp |
| 2  | Myanmar     | 2  | 1 | 0 | 1 | 13 | 6  | +7  | 3 | Vòng đấu loại trực tiếp |
| 3  | Philippines | 2  | 0 | 0 | 2 | 4  | 25 | −21 | 0 | Tranh hạng năm          |

| Thái Lan | 3-1   | Myanmar |
| -------- | ----- | ------- |
|          | [ 6 ] |         |

| Myanmar | 12-3  | Philippines |
| ------- | ----- | ----------- |
|         | [ 7 ] |             |

| Philippines | 1-13  | Thái Lan |
| ----------- | ----- | -------- |
|             | [ 8 ] |          |

## Vòng đấu loại trực tiếp
|  | Bán kết                | Bán kết  |                        |       | Tranh huy chương vàng | Tranh huy chương vàng |
|  |                        |          |                        |       |                       |                       |
|  | 7 tháng 6 – Phnôm Pênh |          |                        |       |                       |                       |
|  |                        |          |                        |       |                       |                       |
|  | Indonesia              | 5        |                        |       |                       |                       |
|  | Indonesia              | 5        | 8 tháng 6 – Phnôm Pênh |       |                       |                       |
|  | Myanmar                | 1        |                        |       |                       |                       |
|  | Myanmar                | 1        | Indonesia              | 0 (1) |                       |                       |
|  | 7 tháng 6 – Phnôm Pênh |          | Indonesia              | 0 (1) |                       |                       |
|  |                        | Malaysia | 0 (3)                  |       |                       |                       |
|  | Thái Lan               | Malaysia | 0 (3)                  | 7     |                       |                       |
|  | Thái Lan               |          |                        | 7     |                       |                       |
|  | Malaysia               | 8        |                        |       |                       |                       |
|  | Malaysia               | 8        | Tranh huy chương đồng  |       |                       |                       |
|  |                        |          |                        |       |                       |                       |
|  | 8 tháng 6 – Phnôm Pênh |          |                        |       |                       |                       |
|  |                        |          |                        |       |                       |                       |
|  | Myanmar                | 2        |                        |       |                       |                       |
|  | Myanmar                | 2        |                        |       |                       |                       |
|  | Thái Lan               | 3        |                        |       |                       |                       |

### Tranh hạng năm
| Campuchia | 4-2   | Philippines |
| --------- | ----- | ----------- |
|           | [ 9 ] |             |

### Bán kết
| Indonesia | 5-1    | Myanmar |
| --------- | ------ | ------- |
|           | [ 10 ] |         |

| Thái Lan | 7-8    | Malaysia |
| -------- | ------ | -------- |
|          | [ 11 ] |          |

### Tranh huy chương đồng
| Myanmar | 2-3    | Thái Lan |
| ------- | ------ | -------- |
|         | [ 12 ] |          |

### Chung kết
| Indonesia         | 0-0 (s.h.p.) | Malaysia |
| ----------------- | ------------ | -------- |
|                   | [ 13 ]       |          |
| Loạt sút luân lưu |              |          |
|                   | 1–3          |          |